# Eric Barker
Eric Barker (Thornton Heath, 12 febbraio 1912 – Faversham, 1º giugno 1990) è stato un attore britannico, vincitore di un British Academy Film Awards nel 1958.

## Biografia
Ultimo di tre figli fu un attore bambino, debuttando sul grande schermo nel 1916. La sua carriera si protrasse in seguito fino agli inizi degli anni ottanta, diventando uno dei personaggi ricorrenti nella serie di film britannici Carry On.

## Vita privata
Sposò la collega Pearl Hackney da cui ebbe una figlia Petronella Barker, prima moglie dell'attore Anthony Hopkins. 

## Filmografia

### Cinema
- His Dearest Possession, regia di Henry Edwards (1919)
- Sheba, regia di Cecil Hepworth (1919)
- 4 in legge (Brothers in Law), regia di Roy Boulting (1957)
- La grande s...parata (Carry On Sergeant), regia di Gerald Thomas (1958)
- A 077, dalla Francia senza amore (On the Fiddle), regia di Cyril Frankel (1961)
- La signora sprint (The Fast Lady), regia di Ken Annakin (1962)
- Norman astuto poliziotto (On the Beat), regia di Robert Asher (1962)
- Mani sulla luna (The Mouse on the Moon), regia di Richard Lester (1963)
- La rapina più scassata del secolo (The Great St. Trinian's Train Robbery), regia di Sidney Gilliat e Frank Launder (1966)
- Twinky, regia di Richard Donner (1969)

### Televisione
- Alfred Hitchcock presenta (Alfred Hitchcock Presents) - serie TV, episodio 7x09 (1961)

## Doppiatori italiani
- Stefano Sibaldi in La signora sprint

## Premi e riconoscimenti
- 1958 - British Academy Film Awards
  - Migliore attore debuttante - 4 in legge (Brothers in Law)